# Kids (canción de Robbie Williams y Kylie Minogue)
«Kids» (en español: Niños) es el segundo sencillo del cuarto álbum Sing When You're Winning del cantante pop británico Robbie Williams. Fue lanzado en octubre de 2000. Williams y junto con Guy Chambers coescribieron el dúo para Kylie Minogue. A Williams le gustó la canción para convertirse en ello en un dúo. Esto es también una pista de Kylie Minogue en el álbum de Light Years.

## Éxito
La canción rompió en el Reino Unido, alcanzando el puesto dos y teniendo una venta más de 200,000 copias siendo certificadas en la Plata por el BPI. La pista también se ganó fama entre los diez mejores hits musicales en varios países incluyendo Nueva Zelanda y Australia, siendo Oro certificado por las ventas de más de 35 000 copias.
En Croacia y Portugal llegó al número 1. En Yugoslavia figuró en el segundo lugar, tercero en Letonia, y quinto en Albania, Eslovenia y Eslovaquia. 
En Latinoamérica logró entrar al top 10 de Argentina, #3 y México #4.

## Videoclip
Luego de crear la letra para el dúo comenzaron a grabar un videoclip. En el video, Minogue aparece con un jean de cuero y un top de tela negra, mientras Williams está con un terno negro. Ellos comienza a bailar, para luego aparecerse subiendo una escalera de luces acompañado de bailarinas de traje tipo carnaval. La siguiente escena, es donde aparecen en un escenario de barrotes igual que los night clubs. Luego, aparecen en un callejón de espejos y luces. Por último aparece la escena del jacuzzi donde Kylie Minogue y Robbie Williams se besan desnudos.

## Formatos y lista de canciones
UK CD1
(Lanzado 9 de octubre de 2000)
1. "Kids" - 4:44
2. "John's Gay" - 3:40
3. "Often" - 2:46
4. "Kids" Enhanced Video

UK CD2
(Lanzado 9 de octubre de 2000)
1. "Kids" - 4:44
2. "Karaoke Star" - 4:10
3. "Kill Me Or Cure Me" - 2:14
4. "Kids" Enhanced Video

CD1 Internacional
(Lanzado 16 de octubre de 2000)
1. "Kids" [Radio Edit] - 4:20
2. "John's Gay" - 3:40
3. "Often" - 2:46
4. "Kids" Enhanced Video

CD2 Internacional
(Lanzado 16 de octubre de 2000)
1. "Kids" - 4:44
2. "Karaoke Star" - 4:10
3. "Kill Me Or Cure Me" - 2:14
4. "Kids" Enhanced Video

## Ventas y certificaciones
| País        | Certificación | Ventas   |
| ----------- | ------------- | -------- |
| Australia   | Gold          | 35,000+  |
| Reino Unido | Silver        | 200,000+ |

## Posicionamiento en listas
| Chart (2000)              | Peak Position |
| ------------------------- | ------------- |
| UK Singles Chart          | 2             |
| New Zealand Singles Chart | 3             |
| Argentine Singles Chart   | 3             |
| Latvian Singles Chart     | 3             |
| Mexican Singles Chart     | 4             |
| Australian Singles Chart  | 5             |
| Dutch Singles Chart       | 17            |
| Swedish Singles Chart     | 24            |
| Swiss Singles Chart       | 29            |
| Polish Singles Chart      | 31            |
| German Singles Chart      | 39            |